# 股动脉压迫器
股动脉压迫器（femoral artery compressor），是应用于血管介入手术后的压迫止血装置。它主要通过机械压迫力从体外对股动脉穿刺部位进行压迫，促进穿刺口止血愈合。
目前经股动脉途径的介入诊断和治疗约有数十种，大致可分为心脏介入、外周血管介入、脑血管介入、肿瘤介入四类：
- 心脏介入：冠状动脉造影术、 PTCA +支架术、二尖瓣球囊扩张术、射频消融术、起搏器植入术、先天性心脏病介入治疗、冠状动脉腔内溶栓术等。
- 外周血管介入：主动脉造影术、四肢动脉造影术、腹腔干、肝、脾动脉造影术、肠系膜上、下动脉造影术、肾动脉造影术、颈动脉血管成型及支架植入术、椎动脉血管成型及支架植入术、颈外动静脉瘘及假性动脉瘤栓塞术、主动脉成形术、主动脉瘤腔内修复术、主动脉夹层腔内修复术等。
- 脑血管介入：颅内动脉瘤、脑动静脉畸形、硬脑膜动静脉瘘、颈动脉海绵窦瘘、脑卒中和急性脑梗死、颈部和颅内动脉狭窄等的介入血管内治疗。
- 肿瘤介入类：颅脑肿瘤、肝肿瘤等。

此外，股动脉压迫止血器成功应用于股动脉假性动脉瘤也有相关报道。
股动脉压迫器的前身为沙袋压迫法。沙袋压迫法是有介入手术完成后，术者先对病人股动脉穿刺部位进行10~15分钟的人工按压。然后再使用约0.5kg的沙袋压迫持续穿刺部位6小时以上，穿刺肢体制动24小时。
由于人工按压联合沙袋压迫法存在着压迫不易控制、医生费时费力、病人不适感强烈、制动时间过长等缺点。在上世纪80年代，美国、法国、德国、日本等介入手术较先进的国家开始采用特制的止血装置。
目前仍然在临床中使用的有：
- 升降支架式：该压迫器主要有有底板、升降支架、压迫杆三部分组成。压迫杆上的塑料压迫头，经调节后压在动脉穿刺部位上，施加足够的压力以防止出血，同时保持足背动脉的微弱搏动。
- 充气式：将可充气的透明袋或球囊定位于股动脉穿刺部位，再用置于患者臀下的纤维带将塑料弓板固定，血管鞘撤出股动脉后用气泵盈透明袋可暂时阻断血流，然后逐渐减压，以能摸到足背动脉搏动而又无穿刺部位出血为度。
- 旋扭式：由塑料板、螺旋钮、压迫头和绑带三部分组成。安装时将压迫头对准股动脉穿刺点，用棉质绑带将压迫器固定在术侧大腿上。拨出鞘管后，先顺时针旋转螺旋钮3~5圈，以能摸到足背动脉搏动而又无穿刺部位出血为度。

近年还新兴一种电子加压式止血器，与止血器同样采用体外压迫原理，在工学稳定性与操控性能上有所突破。
评价股动脉压迫器标准主要有：
- 结构稳定性：要求安装后结构稳定，在病人移床、小幅度活动时，止血器不会出现位移。
- 安装便捷性。
- 调节灵活性。
- 病人舒适度。

除了压迫止血器之外，应用股动脉穿刺口止血的用品还有血管闭合器、穿刺道栓塞剂、壳聚糖止血贴等。压迫止血器利用机械压迫力促使创口凝血和初步闭合，需要一定的压迫时间。但由于股动脉压迫止血器其操作简便，安全性高、无异物植入，术后易恢复等优。穿刺部位再用性可等优点，在临床上尚有不可替代的使用价值。